# Fele Martínez

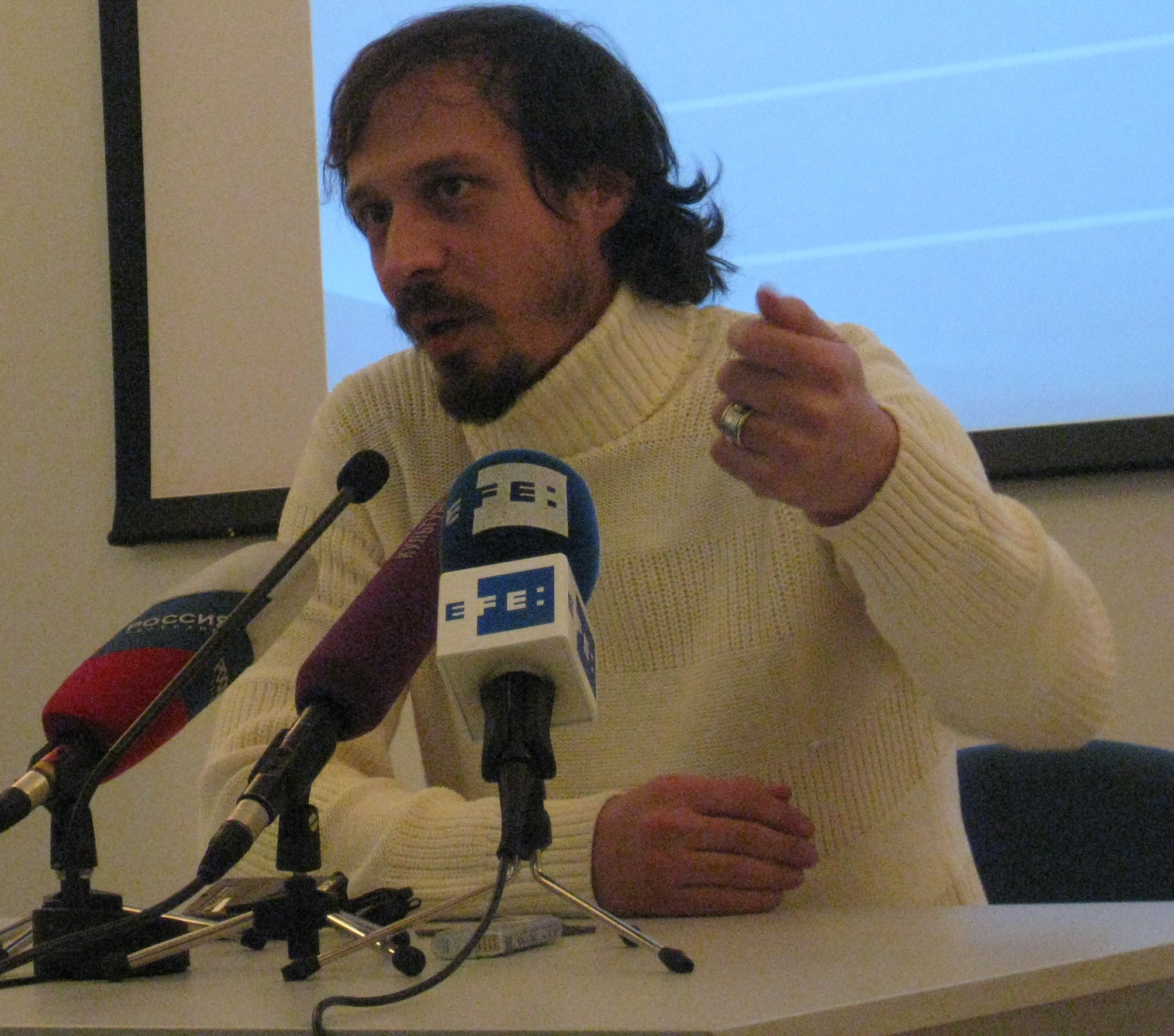
Fele Martínez

Fele Martínez (* 22. Februar 1975 in Alicante, Valencia, eigentlich Rafael Martínez) ist ein spanischer Schauspieler.

## Biografie
Fele Martínez wurde 1975 als Rafael Martínez in Alicante geboren. Er studierte Schauspiel an der Escuela Superior de Arte Dramático in Madrid und begann schon mit jungen Jahren als Schauspieler und Regisseur im Theater Fuß zu fassen. Martínez rief u. a. mit Freunden und Kommilitonen die Theatergruppe Sex-peare ins Leben. Sein Kinodebüt feierte er 1996 unter der Regie Alejandro Amenábars. In Amenábars erstem Langspielfilm Tesis – Der Snuff-Film spielt Martínez den zynischen Chema, der zusammen mit der Filmstudentin Angela (gespielt von Ana Torrent) einem Snuff-Filmring auf die Spur kommt. Der Psychothriller, der Themen wie Gewalt in den Medien und Voyeurismus aufgreift, wurde von den Kritikern gefeiert und 1997 mit dem wichtigsten spanischen Filmpreis Goya als bester Film des Jahres und in sechs weiteren Kategorien ausgezeichnet. Unter den Gewinnern war auch Fele Martínez, der mit dem Preis als bester Nachwuchsdarsteller geehrt wurde.
Nach dem großen Erfolg von Tesis agierte Fele Martínez sowohl in spanischen Independentfilmen als auch internationalen Großproduktionen und avancierte in den folgenden Jahren zu einem der bekanntesten Akteure des spanischen Kinos. 1997 spielte er erneut unter der Regie Alejandro Amenábars in dem futuristischen Psychothriller Öffne die Augen, der vier Jahre später von Hollywood unter dem Titel Vanilla Sky mit Tom Cruise und der ursprünglichen Hauptdarstellerin Penélope Cruz verfilmt wurde. Nach Hauptrollen in Julio Medems preisgekrönten Liebesdrama Die Liebenden des Polarkreises und zahlreichen Nebenrollen unter renommierten spanischen Regisseuren wie Pedro Almodóvar oder Jaume Balagueró, für den er in seiner ersten englischsprachigen Produktion Darkness vor der Kamera stand, folgte 2004 mit der Hauptrolle in La mala educación – Schlechte Erziehung der internationale Durchbruch. In dem düsteren Melodram von Pedro Almodóvar spielt Martínez den homosexuellen Filmregisseur Enrique Goded, der in den 1980er Jahren durch einen vermeintlichen Jugendfreund (gespielt von Gael García Bernal) einem Mord auf die Spur kommt. Der Film wurde von den Kritikern gelobt und Martínez, der als Vorbereitung auf die Rolle zweieinhalb Monate im Fitnessstudio trainiert und sechs Kilo abgenommen hatte, erhielt im selben Jahr eine Nominierung für den Europäischen Filmpreis als Bester Darsteller.
Bis 2007 arbeitet Martínez an vier Film- und Fernsehproduktionen, darunter der Mystery-Thriller El ojo descarnado, in dem er an der Seite von Eduardo Noriega zu sehen sein wird. In dem Projekt steht ein spanischer Tourist im Mittelpunkt, der in seinem Urlaub in Thailand durch einen Unfall eine Auge verliert. Der charismatische Schauspieler, der im Jahr 2000 mit weiteren europäischen Nachwuchsdarstellern von der European Filmpromotion als Shooting Star des Jahres geehrt wurde, agierte 2002 auch als Filmproduzent bei Sonia Sebastiáns zwölfminütigen Kurzfilm Ladridos, sowie im selben Jahr als Regisseur des Films El castigo del ángel. Zu seiner Theaterarbeit zählt u. a. die Hauptrolle in der Komödie Play It Agian, Sam in der er sechs Monate in der Rolle zu sehen war, die Woody Allen in der Broadway-Produktion des Stückes bekleidet hatte.

## Filmografie (Auswahl)
- 1996: Tesis – Der Snuff-Film (alternativ: Faszination des Grauens) (Tesis)
- 1997: El tiempo de la felicidad
- 1997: Öffne die Augen (Abre los ojos)
- 1998: Die Liebenden des Polarkreises (Los amantes del Círculo Polar)
- 1998: Insomnio
- 1998: Lágrimas negras
- 2000: The Art Of Dying – Die Kunst zu sterben (Arte de morir)
- 2000: Nelken für die Freiheit (Capitães de Abril)
- 2000: Tinta roja
- 2000: Hemingway, the Hunter of Death
- 2001: Hau ab! (¿Tú qué harías por amor?)
- 2001: Tuno negro
- 2001: Noche de reyes
- 2002: Darkness
- 2002: Sprich mit ihr (Hable con ella)
- 2003: Utopía - Sieh hin, wenn du stirbst
- 2003: 2 Tough Guys – Zwei beinharte Profis (Dos tipos duros)
- 2004: La Mala Educación – Schlechte Erziehung (La mala educación)
- 2004: Tánger
- 2006: El síndrome de Svensson
- 2006: El asesino del parking
- 2007: A un metro de tí
- 2007: Bolboreta, mariposa, papallona
- 2007: El ojo descarnado
- 2008: 14, Fabian Road
- 2008: Carmo
- 2008: El Kaserón
- 2008: Física o química (Fernsehserie)
- 2009: Los minutos del silencio (Fernsehfilm)
- 2010: Tensión sexual no resuelta
- 2010: Desechos
- 2010: Esperando septiembre
- 2010: Mami Blue
- 2010: Don Mendo Rock ¿La venganza?
- 2011: Prófugos (Fernsehserie)
- 2011: Sal
- 2011–2013: Grand Hotel (Gran Hotel, Fernsehserie, 39 Episoden)

## Auszeichnungen
- 1997: Goya für Tesis – Der Snuff-Film (Bester Nachwuchsdarsteller)
- 2000: Spanischer „Shooting Star“ bei den Internationalen Filmfestspielen Berlin
- 2004: Nominierung für den Publikumspreis des Europäischen Filmpreises für La mala educación – Schlechte Erziehung (Bester Darsteller)
- 2005: Nominierung für den Premios ACE für La mala educación – Schlechte Erziehung (Bester Hauptdarsteller)